# قسم قوريتشاي الشرقي الريفي (مقاطعة تشاراويماق)
قسم قوريتشاي الشرقي الريفي (بالفارسية: دهستان قوری‌چای شرقی) هي منطقة سكنية تقع في قسم في إيران. يقدر عدد سكانها بـ 2,631 نسمة .